# سیارک ۴۲۰۴
سیارک ۴۲۰۴ (به انگلیسی: 4204 Barsig، نامگذاری:1985JG1) چهار هزار و دویست و چهارمین سیارک کشف شده‌است که در ۱۱ مه ۱۹۸۵ کشف شد.
قدر مطلق سیارک برابر ۱۳٫۰۰ است.